# Marcos Knight
Marcos Shyderrick Knight (Dublin, 24 settembre 1989) è un cestista statunitense, professionista in Europa.

## Palmarès

### Squadra
- Campionato francese: 1

ASVEL: 2021-2022
- Eurocup: 1

Monaco: 2020-2021
- VTB United League: 1

UNICS Kazan': 2022-2023

### Individuale
- Basketball-Bundesliga MVP finali: 1

BSG Ludwigsburg: 2019-2020